# 2008年台灣精品獎

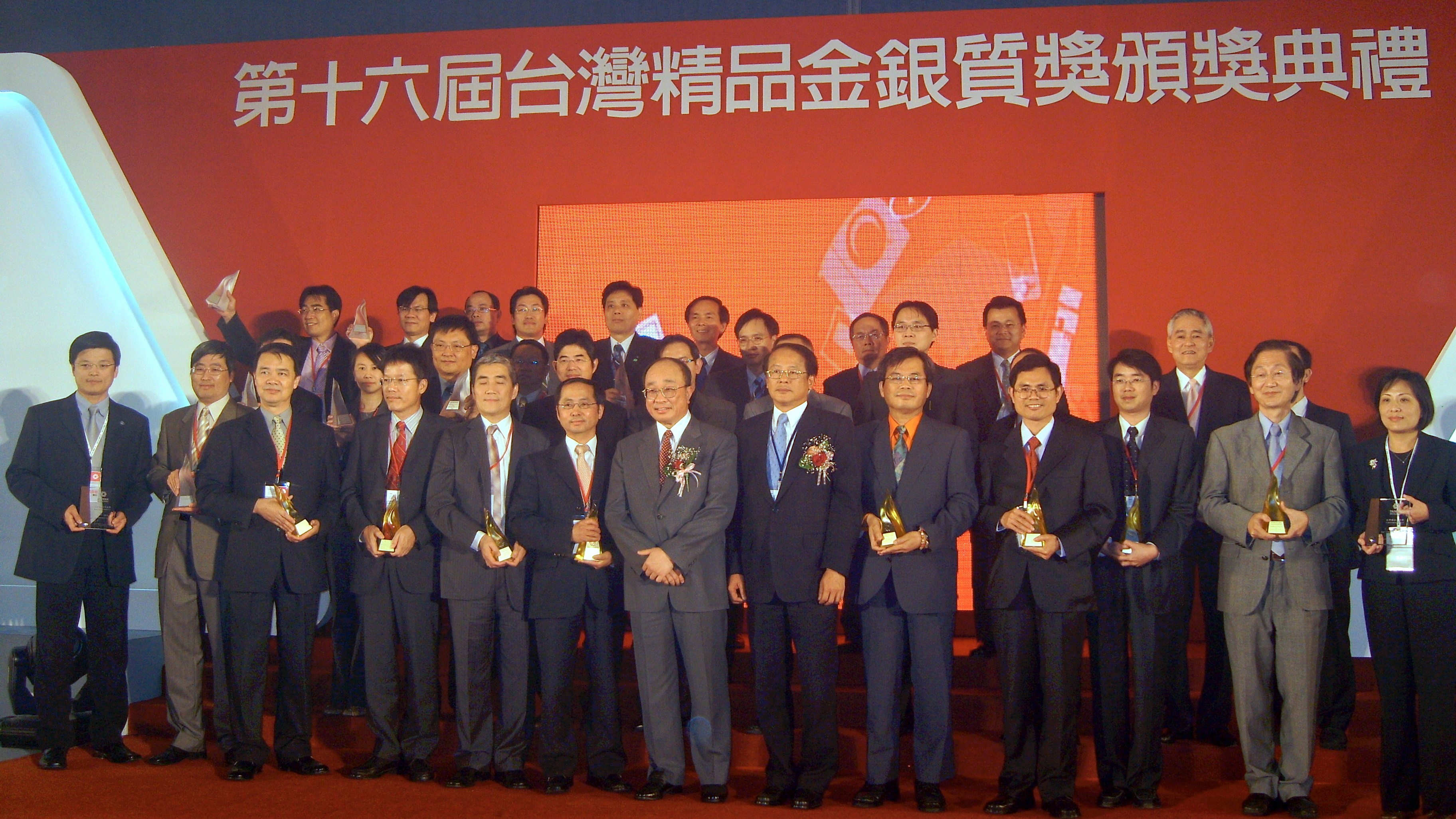
在金銀質獎頒獎典禮中，獲獎的廠商代表

2008年台灣精品獎是在2008年5月進行複選與決選，首先在上旬，除了從601件參賽商品中，選出308件「台灣精品」，更在頒獎前夕，於台北、台中、高雄等地，進行精品形象宣傳、名人講座、人氣商品票選等活動，以達基層推廣之目標。
金、銀質獎則是在5月22日於台北國際會議中心頒獎，頒出8項金獎與21項銀獎，以及台灣精品風雲獎、台灣精品成就獎、最佳人氣商品等項目，當中，以華碩的2金6銀，外加最佳人氣獎與風雲獎，是本次精品獎的最大贏家。

## 推廣活動
2008年4月24日，主辦單位就已經選出29件物品，進行最終的決選，而今年新增的「民眾票選」中，除了有預測金質獎得主，以及票選人氣商品的活動外，在五月初的週末，台北誠品信義旗艦店、台中新光三越、高雄夢時代 等三地的活動，也邀請了范可欽、田壘、蔡詩萍、賴雅妍及Janet等各領域名人，進行名人座談會，藉其達到創新價值、教育推廣、互動樂趣及資訊交流等目標。

## 評選過程與花絮

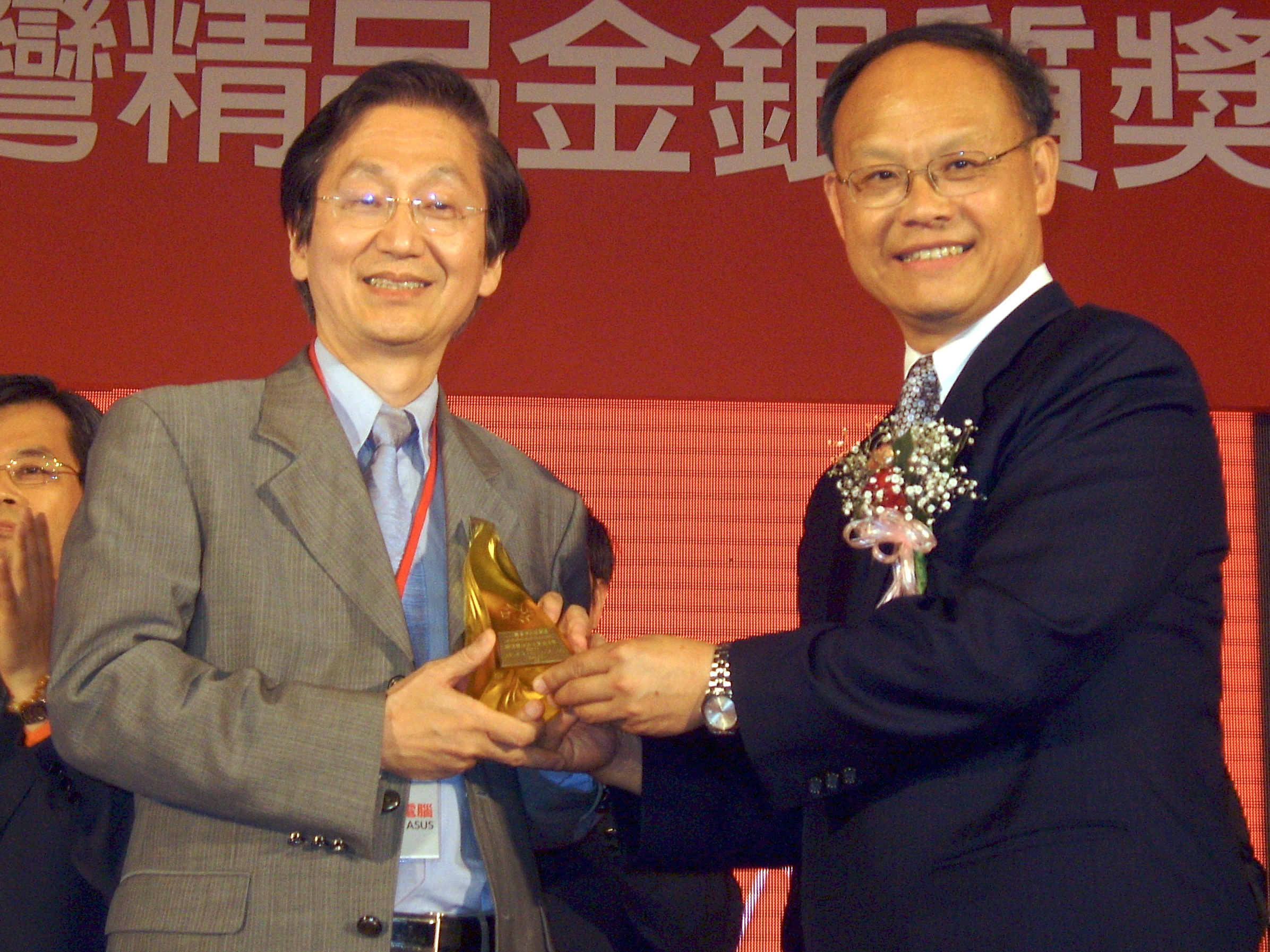
決選頒獎典禮中，經濟部次長鄧振中（右）親自頒獎給獲獎廠商代表（包含華碩董事長施崇棠，圖左）

本屆參賽的601件作品，雖然以資訊商品的388件（消費性電子及電器產品111件、電腦硬體及週邊設備189件、網路通訊產品88件）為最大宗，顯示台灣資訊與精密產業的穩定成長，但部分評審卻也質疑其產業生態的失衡，特別是入圍金銀質獎決選的廠商，只有1/3是非資訊電子相關產業。
而在複審過程中，除了華碩的Eee PC、MF-V30網路攝影機、技嘉M700 UMPC、Roll Pad筆記型電腦散熱板等受到矚目之資訊商品，更因為環保議題燃燒，使得LED相關商品也獲得重視。
決選的廠商，在經過書面審查、產品評鑑及廠商簡報詢答後，專業評審最後依照「研發」、「設計」、「品質」及「行銷」等評分標準，選出最終的八大金質獎，最後，以華碩的Eee PC拿下金獎與人氣商品最為風光，而華碩電腦更在決選中，拿下2金6銀的亮眼成績，成為決選的最大贏家。
而在頒獎典禮中，主辦單位為了展現台灣的特有文化，除了邀請目前明華園歌仔戲負責人孫翠鳳，為「最佳人氣商品」頒獎，更在中場時，邀請星光三班的徐佳瑩，現場演唱「《我身騎白馬》抒情版」，引起與會貴賓的高度重視。

## 本屆數據
- 總參賽作品數目：601件
- 獲獎作品數目：308件（102家廠商）
- 入圍決選作品數目：29件（17家廠商）

## 決選獲獎名單
註：所有資料必須以 官方公布之資料 為準。

### 台灣精品金質獎
- ASUS Eee PC 4G
- ASUS R700t 導航機

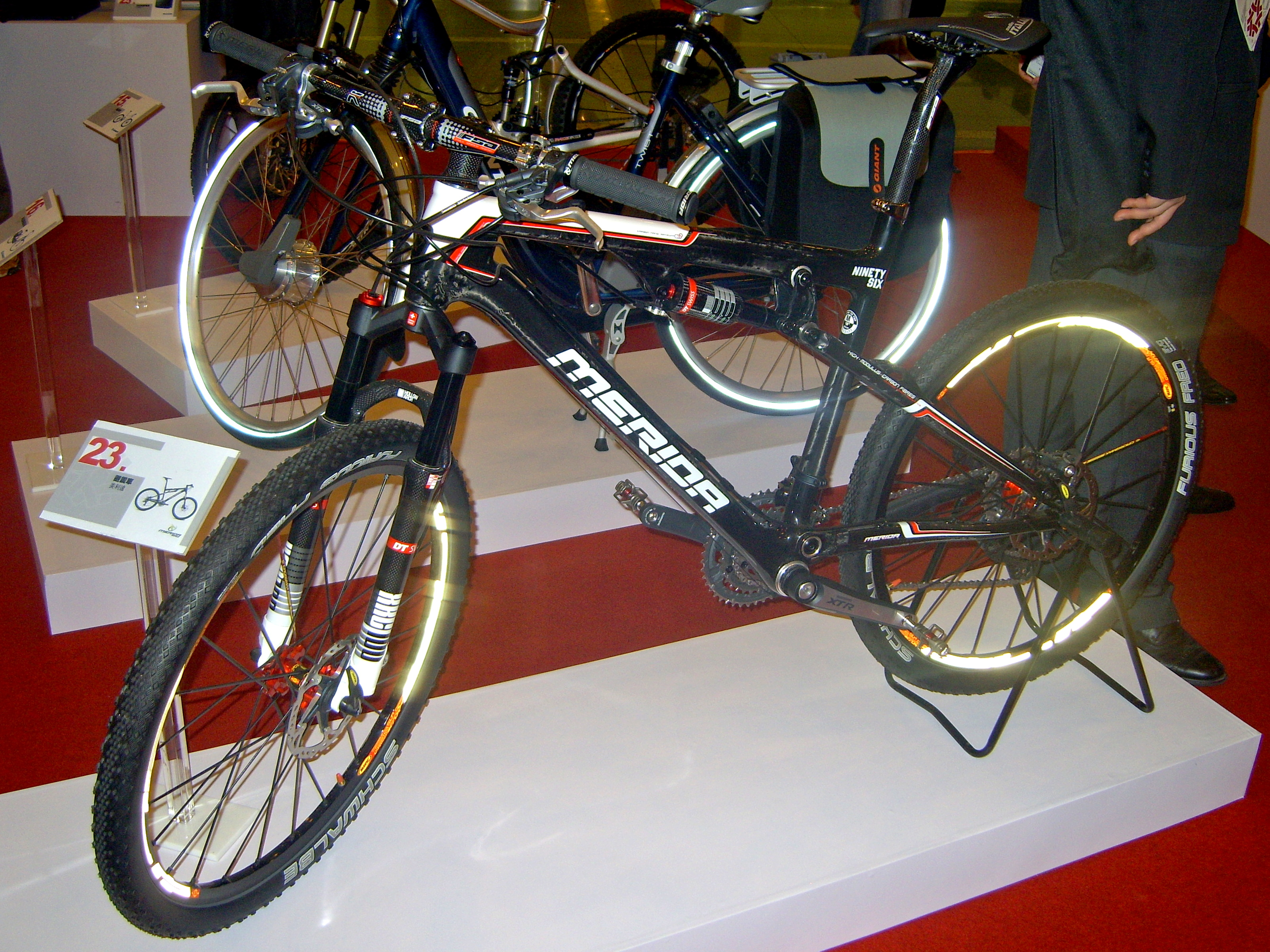
美利達的Ninety Six Series極輕量化全避震車，是本次金獎產品中，唯一獲獎的體育用品。

- AVerMedia AverVision SPB350 寶物攝影機
- CMO N133I6 超薄液晶面板
- Gigabyte MBA-00 電視盒
- HTC Touch Cruise P3650
- Hiwin E2 環保潤滑模組
- Merida Ninety Six Series 極輕量化全避震車

### 台灣精品銀質獎
- 昆盈 BT-03i 藍芽耳機組
- Panasonic TH-65PZ700T 電漿電視
- Panasonic NA-V158NDH 滾筒式洗衣機
- 賀眾 UW-999AS/UR-999AS/UW-9303AS/UR-9303AS 飲水機
- Gigabyte GSmart MS820
- D-Link（页面存档备份，存于） DGS-1008D 節能型交換器
- ZyXEL MAX-206M2 室內型無線網路路由器
- ZyXEL STB-1010 複合式數位機上盒
- ASUS M536 PDA手機
- Gigabyte GH-GB 15A 1-NPB 筆記型電腦散熱墊
- ASUS（页面存档备份，存于） G70 筆記型電腦
- ASUS MK241H 液晶螢幕
- ASUS VX3 筆記型電腦
- ASUS U2E 筆記型電腦
- ASUS ARES CG6150 桌上型電腦
- BenQ V2400W 液晶螢幕
- 海暢福海騰達餐具組
- 喬山 S7200HRT 懸吊式橢圓機
- 久裕 X-PERTI W138 整合式全碳纖維跑車輪組
- Giant Trance X 全方位避震車
- Giant CS Lite Twist Comfort

### 特別獎

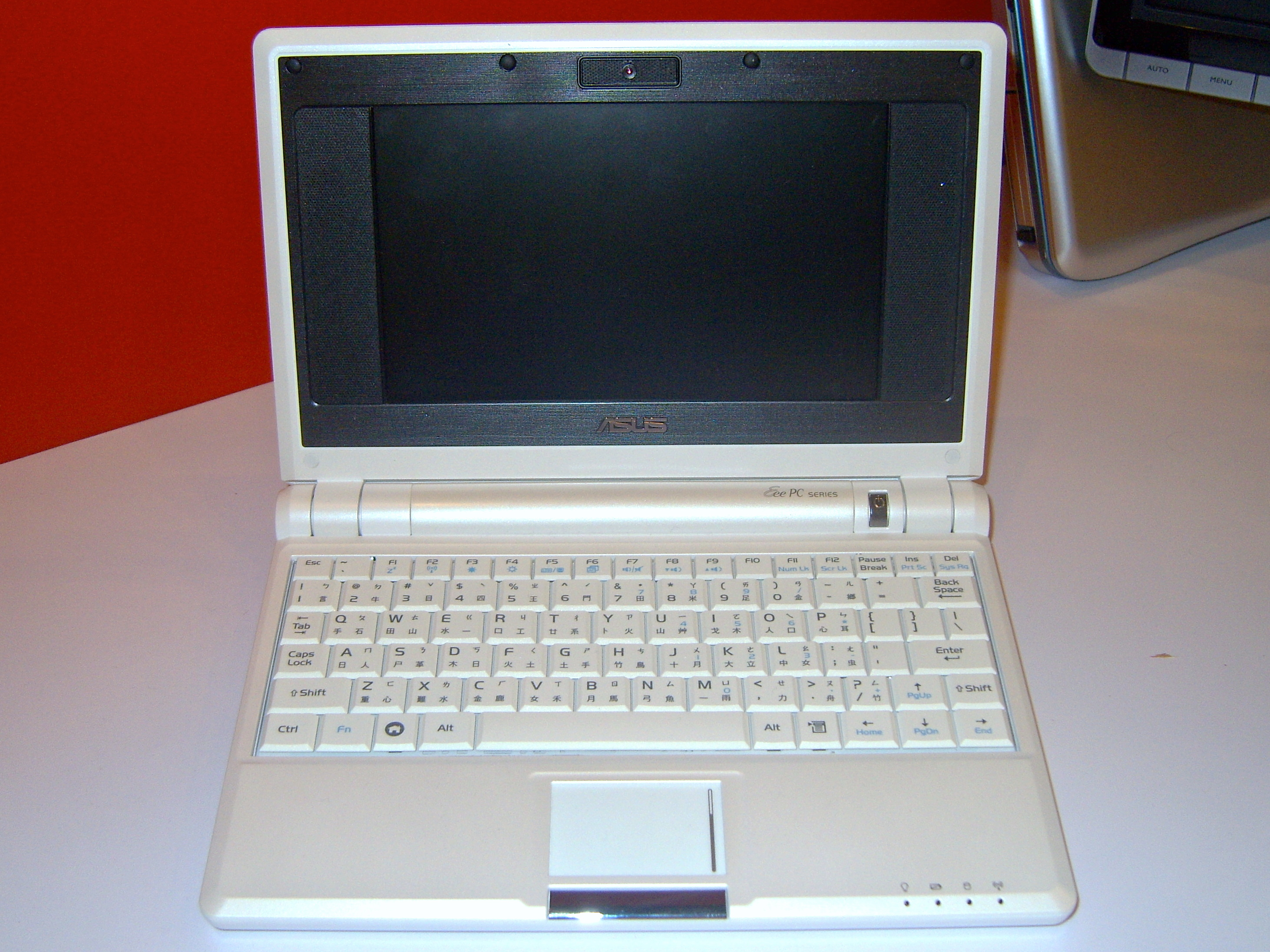
ASUS Eee PC

- 最佳人氣商品：ASUS Eee PC 4G[6]
- 台灣精品成就獎：微星科技、友訊科技[7]
- 台灣精品風雲獎：華碩電腦[7]

## 資料來源
1. ↑  郝雪卿. . 中央通訊社. 2008年5月10日  [2008年5月23日]. （原始内容存档于2016年3月4日）.
2. ↑   (新闻稿). 中華民國對外貿易發展協會. 2008年4月28日  [2008年5月24日].[]
3. ↑  戴瑞芬. . 中國廣播公司. 2008年5月23日  [2008年5月24日]. （原始内容存档于2008年5月26日）.
4. ↑  曾慧雯. . 自由時報. 2008年5月23日  [2008年5月24日]. （原始内容存档于2008年5月26日）.
5. ↑  .   [2008-05-24]. （原始内容存档于2016-04-29）.
6. ↑  徐毓莉; 藍珮瑜. . 蘋果日報. 2008年5月23日  [2008年5月24日]. （原始内容存档于2008年12月5日）.
7. 1 2  蘇湘雲. . 東森新聞. 2008年5月23日  [2008年5月24日]. （原始内容存档于2008年5月26日）.

## 外部連結
- 推廣活動官方網站
- 頒獎典禮影片（页面存档备份，存于）